# 120年代
| 千纪： | 1千纪                                                                                  |
| 世纪： | 1世纪 \| 2世纪 \| 3世纪                                                                |
| 年代： | 90年代 \| 100年代 \| 110年代 \| 120年代 \| 130年代 \| 140年代 \| 150年代               |
| 年份： | 120年 \| 121年 \| 122年 \| 123年 \| 124年 \| 125年 \| 126年 \| 127年 \| 128年 \| 129年 |

120年代從120年1月1日開始，於129年12月31日結束。

## 大事记
- 120年－125年——罗马万神庙重建。
- 122年——哈德良长城开建。
- 124年——班勇攻北匈奴。
- 124年——汉安帝祭泰山、祀孔、废太子刘保为济阳王。

## 出生
- 琉善（約120年－180年），羅馬帝國時代的希臘語諷刺作家。

## 逝世
- 121年——蔡伦，东汉太监，造纸术的发明人
- 125年——刘祜，东汉皇帝
- 125年——普魯塔克，希腊史学家

## 重要人物
- 哈德良，罗马皇帝